# ジャーニー・スモレット＝ベル
ジャーニー・スモレット＝ベル（Jurnee Diana Smollett-Bell, 1986年10月1日 - ）は、アメリカ合衆国の女優。

## 来歴
ニューヨークにロシア・ポーランド系ユダヤ人の父親とアフリカ系アメリカ人の母親の間に生まれる。兄のジャシー・スモレットも俳優。5歳の時に子役としてデビューし、1997年、映画『プレイヤー/死の祈り』でクリティクス・チョイス・ムービー・アワード 子役賞を受賞した。以降は主にテレビドラマを中心に出演している。

## 主な出演作品

### 映画
- ジャック Jack (1996)
- プレイヤー/死の祈り Eve's Bayou (1997)
- マイ・ビューティフル・ジョー Beautiful Joe (2000)
- ロール・バウンス Roll Bounce (2005)
- ギャングスターズ 明日へのタッチダウン Gridiron Gang (2006)
- グレート・ディベーター 栄光の教室 The Great Debaters (2007)
- タイラー・ペリーのテンプテーション: 結婚カウンセラーの告白 Temptation: Confessions of a Marriage Counselor (2013)
- ハンズ・オブ・ストーン Hands of Stone (2016)
- ハーレイ・クインの華麗なる覚醒 BIRDS OF PREY Birds of Prey (and the Fantabulous Emancipation of One Harley Quinn) (2020)[10]
- スパイダーヘッド Spiderhead (2022)
- LOU/ルー Lou (2022)[11]

### テレビドラマ
- フルハウス Full House (1992-1994)[12]
- コスビー Cosby (1998-1999)
- グレイズ・アナトミー 恋の解剖学 Grey's Anatomy (2008)
- ディフェンダーズ 闘う弁護士 The Defenders (2010-2011)
- 救命医ハンク セレブ診療ファイル The Mob Doctor (2012-2013)
- トゥルーブラッド True Blood (2013-2014)
- ちいさなプリンセス ソフィア Sofia the First (2017-2018) テレビアニメ、声の出演
- トワイライト・ゾーン The Twilight Zone (2020) シーズン2第4話 "Ovation"
- ラヴクラフトカントリー 恐怖の旅路 Lovecraft Country (2020)